# Homöomorphismus

Beispiel: Visualisierung eines Homöomorphismus zwischen Cantor-Räumen. Homöomorphismus vom in den. Die Farben deuten an, wie Teilräume von Folgen mit einem gemeinsamen Präfix aufeinander abgebildet werden.

Ein Homöomorphismus (von altgriechisch ὁμοῖος oder ὅμοιος homoios „ähnlich, gleichartig“ und μορφή morphé „Form, Gestalt“; zuweilen fälschlicherweise auch Homeomorphismus in Anlehnung an den englischen Begriff homeomorphism, keinesfalls aber zu verwechseln mit Homomorphismus) ist ein zentraler Begriff im mathematischen Teilgebiet Topologie. Er bezeichnet eine bijektive, stetige Abbildung zwischen zwei topologischen Räumen, deren Umkehrabbildung ebenfalls stetig ist. Die Stetigkeitseigenschaft hängt von den betrachteten topologischen Räumen ab.
Zwei topologische Räume heißen homöomorph (auch topologisch äquivalent), wenn sie durch einen Homöomorphismus (auch topologische Abbildung oder topologischer Isomorphismus) ineinander überführt werden können; sie liegen in derselben Homöomorphieklasse und sind, unter topologischen Gesichtspunkten, gleichartig. Die Topologie untersucht Eigenschaften, die unter Homöomorphismen invariant sind.
Anschaulich kann man sich einen Homöomorphismus als Dehnen, Stauchen, Verbiegen, Verzerren, Verdrillen eines Gegenstands vorstellen; Zerschneiden ist nur erlaubt, wenn man die Teile später genau an der Schnittfläche wieder zusammenfügt.

## Definition
{\displaystyle X} und {\displaystyle Y} seien topologische Räume. Eine Abbildung {\displaystyle f\colon X\rightarrow Y} ist genau dann ein Homöomorphismus, wenn gilt:
- {\displaystyle f} ist bijektiv
- {\displaystyle f} ist stetig
- die Umkehrfunktion {\displaystyle f^{-1}} ist ebenfalls stetig.

Homöomorphismen lassen sich wie folgt charakterisieren: Sind {\displaystyle X} und {\displaystyle Y} topologische Räume, so sind für eine bijektive, stetige Abbildung {\displaystyle f\colon X\to Y} äquivalent:
- {\displaystyle f} ist ein Homöomorphismus.
- {\displaystyle f} ist eine offene Abbildung.
- {\displaystyle f} ist eine abgeschlossene Abbildung.

Topologische Räume, zwischen denen es einen Homöomorphismus gibt, heißen homöomorph. Die Menge aller zu einem Raum homöomorphen Räume heißt Homöomorphietyp oder Homöomorphieklasse.

## Beispiele
- Jede offene Kreisscheibe (mit positivem Radius) ist homöomorph zu jedem offenen Quadrat (mit positiver Seitenlänge) in der euklidischen Ebene {\displaystyle \mathbb {R} ^{2}}. Eine Kreisscheibe lässt sich also anschaulich gesehen durch Verbiegen und Verzerren, ohne Zerschneiden, in ein Quadrat überführen, und umgekehrt.

- Das offene Intervall {\displaystyle \left]0,1\right[} ist homöomorph zum Raum {\displaystyle \mathbb {R} } aller reellen Zahlen. Jedes offene Intervall lässt sich ohne Weiteres ins Unendliche verzerren. Ein Homöomorphismus, der dies für {\displaystyle \left]0,1\right[} vermittelt, ist zum Beispiel

{\displaystyle {\begin{aligned}f\colon \left]0,1\right[&\to \mathbb {R} \\x&\mapsto \tan \left(\left(x-{\tfrac {1}{2}}\right)\cdot \pi \right)\end{aligned}}}
- Der Produktraum {\displaystyle \mathbb {S} ^{1}\times \mathbb {S} ^{1}} des Einheitskreises mit sich selbst ist homöomorph zum zweidimensionalen Torus, also zu der Form eines Fahrradschlauchs. Für einen Homöomorphismus, der dies vermittelt, wird zunächst einem Punkt auf dem ersten Kreis eine Stelle auf der Felge des Fahrradreifens zugeordnet, dann einem Punkt auf dem zweiten Kreis eine Stelle auf dem an der Felgenstelle anliegenden Reifenquerschnitt.

- Jeder Isomorphismus im Sinne der Funktionalanalysis ist ein Homöomorphismus.

## Bedeutung der Umkehrbarkeit
Die dritte Bedingung der Stetigkeit der Umkehrfunktion {\displaystyle f^{-1}} ist unerlässlich. Man betrachte zum Beispiel die Funktion
{\displaystyle {\begin{aligned}f\colon \left[0,2\pi \right[&\to \mathbb {S} ^{1}\\x&\mapsto \left(\cos(x),\sin(x)\right)\end{aligned}}}
Diese Funktion ist stetig und bijektiv, aber kein Homöomorphismus. Die Umkehrfunktion {\displaystyle f^{-1}} bildet Punkte nahe bei {\displaystyle (1,0)} auf weit voneinander entfernte Zahlen in der Nähe von {\displaystyle 0} und {\displaystyle 2\pi } ab; anschaulich würde der Kreis an der Stelle {\displaystyle (1,0)} zerrissen und dann flach abgerollt zum Intervall.
Beschränkt man sich auf bestimmte Arten topologischer Räume, dann folgt die Stetigkeit der Umkehrabbildung einer Bijektion {\displaystyle f} bereits aus der Stetigkeit von {\displaystyle f}. Zum Beispiel ist eine stetige Bijektion zwischen kompakten Hausdorff-Räumen bereits ein Homöomorphismus. Zum Beweis dieser Aussage dient der folgende
SatzWenn {\displaystyle X} ein kompakter und {\displaystyle Y} ein hausdorffscher topologischer Raum ist, dann ist jede stetige bijektive Abbildung {\displaystyle f\colon X\to Y} ein Homöomorphismus.
BeweisSei {\displaystyle g\colon Y\to X} die Umkehrabbildung und {\displaystyle A\subseteq X} abgeschlossen, es ist zu zeigen, dass {\displaystyle g^{-1}(A)} abgeschlossen ist. Als abgeschlossene Teilmenge eines Kompaktums ist {\displaystyle A} kompakt. Da stetige Bilder kompakter Mengen wieder kompakt sind, ist {\displaystyle g^{-1}(A)=f(A)} kompakt. Da kompakte Mengen in Hausdorffräumen abgeschlossen sind, ist {\displaystyle g^{-1}(A)} abgeschlossen, was den Beweis beendet.

## Eigenschaften
Wenn zwei topologische Räume homöomorph sind, haben sie exakt dieselben topologischen Eigenschaften, das sind Eigenschaften, die sich ausschließlich durch die unterliegende Menge und den darauf definierten offenen bzw. abgeschlossenen Mengen ausdrücken lassen. Das liegt daran, dass ein Homöomorphismus definitionsgemäß eine Bijektion zwischen den unterliegenden Mengen und zwischen den Systemen offener Mengen ist. Beispiele solcher Eigenschaften sind Kompaktheit, Zusammenhang, Trennungseigenschaften und viele mehr. Der Nachweis, dass es sich um eine topologische Eigenschaft handelt, kann mitunter schwierig sein, insbesondere dann, wenn die ursprüngliche Definition zusätzliche Strukturen verwendet. Ein Beispiel einer solchen Eigenschaft ist Metrisierbarkeit, hier zeigt der Satz von Bing-Nagata-Smirnow, dass es sich um eine topologische Eigenschaft handelt. Eberlein-Kompaktheit ist ein weiteres nicht-triviales Beispiel. Genauer ist damit gemeint, dass sich die genannten Eigenschaften (Metrisierbarkeit bzw. Eberlein-Kompaktheit) auch durch Eigenschaften des Systems der offenen Mengen charakterisieren lassen, ohne Bezugnahme auf die zusätzlichen Strukturen (in diesen Fällen Metrik oder Banachraum).
Es gibt aber auch Eigenschaften gewisser Räume, die bei Homöomorphismen nicht erhalten bleiben, zum Beispiel die Vollständigkeit metrischer Räume. Die  euklidische Ebene und die offene Einheitskreisscheibe mit der Standardmetrik sind homöomorph bzgl. der durch die Metrik definierten Topologien, erstere ist vollständig, letztere hingegen nicht. Vollständigkeit ist daher keine topologische Eigenschaft, sie bleibt bei Homöomorphismen in der Regel nicht erhalten.

## Lokaler Homöomorphismus
Eine stetige Abbildung {\displaystyle f} zwischen topologischen Räumen {\displaystyle X,Y} heißt lokaler Homöomorphismus, falls für jeden Punkt {\displaystyle a\in X} eine offene Umgebung {\displaystyle U\subseteq X} von {\displaystyle a} existiert, so dass
- {\displaystyle f(U)\subseteq Y} eine offene Umgebung von {\displaystyle f(a)} bildet und
- {\displaystyle f|_{U}\colon U\rightarrow f(U)} ein Homöomorphismus ist.

Jeder Homöomorphismus ist ebenfalls ein lokaler Homöomorphismus, die Umkehrung gilt aber nicht, wie folgendes Beispiel zeigt: Die Abbildung {\displaystyle f\colon \mathbb {C} \setminus \left\{0\right\}\rightarrow \mathbb {C} ,\,x\mapsto x^{2}} ist nicht bijektiv, aber ein lokaler Homöomorphismus, da die Ableitung von {\displaystyle f} nirgends verschwindet.
Ist {\displaystyle f} außerdem surjektiv, so spricht man auch von einer lokal topologischen Abbildung.

## Links
- Eric W. Weisstein: Homeomorphism.. In: MathWorld (englisch).